# Tokumei Sentai Go-Busters
Tokumei Sentai Go-Busters (特命戦隊ゴーバスターズ (Đặc mệnh Chiến đội Go-Busters) Tokumei Sentai Gō-Basutāzu) dịch là Chiến đội Đặc mệnh Go-Busters, là series Super Sentai thứ 36 của Toei Company, tiếp nối Kaizoku Sentai Gokaiger. Phim được phát sóng lần đầu tiên vào ngày 26 tháng 2 năm 2012 trên TV Asahi, song song với Kamen Rider Fourze và Kamen Rider Wizard trong Super Hero Time.
Ngày 2 tháng 9 năm 2011, Toei đã đăng ký thương hiệu cho tựa đề áp dụng trên nhiều sản phẩm. Phòng Sáng chế Nhật Bản đã chấp nhận vào ngày 29 tháng 9 năm 2011.
Trong phim Go-Busters có sử dụng các cụm từ quen thuộc của Power Rangers là "It's morphin' time" và "Megazord" và là seri phim thứ 3 nói về đề tài hình sự (sau Timeranger & Dekaranger). Bản lồng tiếng Hàn với tựa đề là Power Rangers: Go-buster.
Bộ phim được thuyết minh và phát hành tại Việt Nam bởi hãng phim Phương Nam với tên gọi trùng với phần dịch nghĩa tên chiến đội và là series phim cuối cùng mà hãng phim Phương Nam phát hành dưới định dạng đĩa hình cũng như là lần đầu mà hãng phim Phương Nam tôn trọng phần dịch nghĩa là "chiến đội" thay vì dịch là "siêu nhân". Bộ phim cũng từng được phát sóng trên kênh THVL1, VTC8 và VTC11.
Năm 2018, Saban sản xuất phiên bản Mỹ hóa của Go-Busters là Power Rangers Beast Morphers. Tập đầu của nó phát hành vào ngày 17 tháng 2.

## Cốt truyện
Mười ba năm trước theo Tân Tây Lịch (新西暦 Shinseireki), những máy tinh đang kiểm soát nguồn năng lượng mới phát hiện Enetron (エネトロン Enetoron) đã bị nhiễm virus máy tính và đã sinh ra một sinh vật năng lượng tên là Messiah, muốn kiểm soát toàn bộ loài người và tạo ra một thế giới máy móc. Dù Messiah đã bị tống vào siêu không gian, hành động của hắn đã buộc Cục Quản lý Energy lập nên Đặc Mệnh Bộ từ ba đứa trẻ sống sót sau sự cố, trở thành Go-Busters. Ngày nay, năm 2012 oNC, thuộc hạ của Messiah, bọn Vaglass, đã cố gắng đánh cắp Enetron để có thể hồi phục chủ nhân của chúng. Tuy nhiên, Go-Busters và các Buddyroid đã được triển khai để đối phó với Metaroid và Megazord của Vaglass để bảo vệ thành phố.

## Nhân vật

#### Go-Busters
Go-Busters bao gồm 3 đứa trẻ sóng sót trong sự cố 13 năm trước ở Cục Quản lý Energy (エネルギー管理局 Enerugī Kanrikyoku) có những khả năng siêu nhiên, cùng với một vài tác dụng phụ. Trong đội cũng có các Buddyroid (バディロイド Badiroido), là những robot chiến hữu có tri giác của Go-Busters. Họ xuất hiện lần điều tiên trong Kaizoku Sentai Gokaiger VS. Uchū Keiji Gavan: THE MOVIE. Họ gồm có:
- Sakurada Hiromu (桜田 ヒロム (Anh Điền Hoằng)?) - Red Buster (レッドバスター Reddo Basutā?). Buddyroid: Cheeda Nick (チダ・ニック Chida Nikku?)
- Iwasaki Ryuuji (岩崎 リュウジ (Nham Kỳ Long Tư)?) - Blue Buster (ブルーバスター Burū Basutā?). Buddyroid: Gorisaki Banana (ゴリサキ・バナナ?)
- Usami Youko (宇佐見 ヨーコ (Vũ Tá Kiến Dương Tử)?) - Yellow Buster (イエローバスター Ierō Basutā?). Buddyroid: Usada Lettuce (ウサダ・レタス Usada Retasu?)

Và 2 thành viên mới:
- Jin Masato (陣 マサト (Trận Nhã Nhân)?) - Beet Buster (ビートバスター Bīto Basutā?).
- Beet J. Stag (ビート・J・スタッグ Bīto Jei Sutaggu?) - Stag Buster (スタッグバスター  Sutaggu Basutā?) - đồng thời là Buddyroid của Jin.

### Vaglass
Thế lực phản diện trong Go-Busters chính là tổ chức Vaglass (ヴァグラス Vagurasu) đến từ siêu không gian. Dẫn đầu bởi sinh vật năng lượng tên là Messiah và gián điệp Enter của hắn, Vaglass gửi đến các Metaloids vốn bị nhiễm bởi Metavirus, đồng thời dữ liệu của Metaroid cũng được tải lên một robot khổng lồ tên là Megazord. Binh lính của Vaglass có tên là Buglers và phiên bản khổng lồ của chúng có tên là Bugzord.

## Mission
Mỗi tập phim được gọi là một "Mission".
| Mission | Tiêu đề                                              |
| ------- | ---------------------------------------------------- |
| 01      | "Chiến đội đặc mệnh - Tập hợp"                       |
| 02      | "Lời hứa 13 năm trước"                               |
| 03      | "Cỗ máy GT-02, hành động !"                          |
| 04      | "Quyết tâm và sứ mệnh"                               |
| 05      | "Nguy hiểm từ sự quá tải"                            |
| 06      | "Gattai - Kết hợp, Go-Busters Oh!"                   |
| 07      | "Bảo dưỡng cỗ máy Ace"                               |
| 08      | "Bảo vệ những bản thiết kế"                          |
| 09      | "Chiến lược giải cứu Usada"                          |
| 10      | "Lý do để chiến đấu"                                 |
| 11      | "Điểm yếu của Ryuji"                                 |
| 12      | "Thích bị phiền không ?"                             |
| 13      | "Kỳ nghỉ bất ngờ"                                    |
| 14      | "Cava, sứ mệnh cứu hộ"                               |
| 15      | "Chiến binh Gold & Silver"                           |
| 16      | "Người đàn ông từ Siêu không gian"                   |
| 17      | "Tên nó là Go-Buster Beet"                           |
| 18      | "Kế hoạch ở độ sâu 3000m"                            |
| 19      | "Gattai - Kết hợp, Busters Hercules"                 |
| 20      | "Gattai hoàn hảo - Great Busters"                    |
| 21      | "Tạm biệt - Blue-Buster"                             |
| 22      | "Avatar xinh đẹp: Escape"                            |
| 23      | "Người kế thừa ý chí"                                |
| 24      | "A tres bien - Rất tốt - Lễ hội mùa hè"              |
| 25      | "Theo đuổi bí ẩn về Avatars"                         |
| 26      | "Kẻ thù nhỏ bé !!! Phòng chỉ huy - SOS !!!"          |
| 27      | "Thoát khỏi mê cung ảo ảnh"                          |
| 28      | "Cẩn thận với gà"                                    |
| 29      | "Đột nhập SubSpace"                                  |
| 30      | "Messiah - Shutdown"                                 |
| 31      | "Cảnh sát vũ trụ Gavan - Xuất hiện"                  |
| 32      | "Kết bạn với Gavan"                                  |
| 33      | "Morphin! Powered Custom"                            |
| 34      | "Kẻ thù là Beet Buster?!"                            |
| 35      | "Gầm lên, Tategami Lioh!"                            |
| 36      | "Go-Buster Lioh, Kaching!"                           |
| 37      | Cô dâu trắng và đen"                                 |
| 38      | "Trực tiếp! Ace Deathmatch"                          |
| 39      | "Kết liễu! Nấm đấm Messiah"                          |
| 40      | "Kaburu Jei và Messiahloid"                          |
| 41      | "Siêu trộm Pink Buster!"                             |
| 42      | "Tấn công! Bên trong Megazord"                       |
| 43      | "Quyết ý ngày Giáng Sinh"                            |
| 44      | "Đêm Giáng Sinh: Đến lúc hoàn tất nhiệm vụ"          |
| 45      | "Chúc mừng năm mới: Lại gặp một tiểu kẻ thù khó xơi" |
| 46      | "Sự hợp nhất mới và vụ nổi loạn quá nhiệt"           |
| 47      | "Reset và Back-Up"                                   |
| 48      | "Thiết lặp cạm bẫy"                                  |
| 49      | "Sẵn sàng và lựa chọn"                               |
| Final   | "Mối quan hệ trường tồn-Trận chiến cuối cùng"        |

## Phim

### Gokaiger vs. Gavan
Go-Busters xuất hiện lần đầu tiên trong Kaizoku Sentai Gokaiger VS. Uchū Keiji Gavan: THE MOVIE.

### Super Hero Taisen
Kamen Rider × Super Sentai: Super Hero Taisen (仮面ライダー×スーパー戦隊　スーパーヒーロー大戦 Kamen Raidā × Sūpā Sentai: Sūpā Hīrō Taisen) là bộ phim kết hợp giữa Kamen Rider và Super Sentai Series. Nhân vật chính trong Kamen Rider Decade và Kaizoku Sentai Gokaiger cũng như Kamen Rider Fourze và Tokumei Sentai Go-Busters sẽ xuất hiện. Những diễn viên khác như Rina Akiyama, Kenjirō Ishimaru, và Toshihiko Seki cũng trở lại vai diễn của mình từ Kamen Rider Den-O.

### Tokyo Enetower o Mamore!
Tokumei Sentai Go-Busters THE MOVIE: Tokyo Enetower o Mamore! (特命戦隊ゴーバスターズ THE MOVIE　東京エネタワーを守れ！ Tokumei Sentai Gōbasutāzu Za Mūbī Tōkyō Enetawā o Mamore!, tạm dịch: Bảo vệ tháp Tokyo Enetower) là bộ phim chiếu rạp của Tokumei Sentai Go-Busters trong đó các Go-Busters hỗ trợ bảo vệ Tokyo Enetower với sự hỗ trợ của các linh vật của tháp Tokyo Noppon (ノッポン). Bộ phim công chiếu vào ngày 4 tháng 8 năm 2012, bên cạnh phim của Kamen Rider Fourze.

### Go-Busters vs. Gokaiger
Tokumei Sentai Go-Busters vs. Kaizoku Sentai Gokaiger: The Movie (特命戦隊ゴーバスターズＶＳ海賊戦隊ゴーカイジャーTHE MOVIE Tokumei Sentai Gōbasutāzu Tai Kaizoku Sentai Gōkaijā Za Mūbī) công chiếu vào ngày 19 tháng 1 năm 2013. Như các phim VS trước, phim này kể về sự hội ngộ của các Tokumei Sentai Go-Busters và Kaizoku Sentai Gokaiger, cũng như sự ra mắt của đội Sentai 2013, Zyuden Sentai Kyoryuger.

### Go-Busters vs. Kyoryuger: The Great Dinosaur Battle! Farewell Our Eternal Friends
Được cảnh báo bởi Torin về sự hiện diện xấu xa phía trên thành phố, Kyoryugers nhìn thấy một năng lượng kỳ lạ từ bầu trời trước khi Tyrannosaurus mắt xanh bí ẩn xuất hiện trong một thời gian ngắn với lời cảnh báo rằng bạn của họ có thể chết. Kyoryugers sau đó bị phục kích bởi một nhóm Zorima, Golem Soldiers và Barmia Soldiers trước khi một nhân vật mặc áo giáp tên Neo-Geilton đến với một nhân vật mà anh ta vừa bị bắt cóc. Được tiết lộ là Ryouga Hakua của đội Bakuryū Sentai Abaranger, anh biến hình và bất ngờ tấn công Kyoryugers. May mắn thay, Go-Busters đến và giữ Aba Red trước khi Tyranno Ranger của đội Kyōryū Sentai Zyuranger xoay chuyển tình thế cùng với người bắt giữ Neo-Grifforzar. Sau khi họ và đội của họ rút lui, Hiromu cảm ơn Daigo vì đã giúp anh và Gokai Red trước khi họ bị phục kích bởi Enter. Enter giải thích rằng anh ta và Escape đã được hồi sinh như một phần của chương trình phục hồi Vaglass đã được kích hoạt để đáp trả thế lực tà ác mà Neo-Grifforzar và Neo-Geilton phục vụ: Voldos, một người được tạo ra từ ác ý kết hợp của Dai Satan và Dezumozorlya đó là nhắm vào các đội Super Sentai có chủ đề khủng long để Dino Dino của họ được trích xuất và chuyển đổi thành Wicky Life Energy để hoàn thành quá trình tiến hóa của mình.

### Kaettekita Tokumei Sentai Go-Busters vs. Doubutsu Sentai Go-Busters
Phim dựa theo ý tưởng: "Nếu như thảm họa 13 năm trước không xảy ra thì mọi chuyện sẽ như thế nào?"  Vào ngày cuối năm, Đại Ma vương Azazel tấn công. Các Go-Busters thất bại trong việc ngăn chặn hắn và đã hy sinh. Nick, sau khi chết, trở thành người thứ 1 triệu chết trong năm. Nhờ vậy được Thượng đế ban cho một điều ước. Và cậu ta đã ước cho thời gian quay trở lại, thảm họa 13 năm trước không xảy ra. Chuyện gì sẽ ra xảy ra tiếp theo?

## Special DVD
Tokumei Sentai Go-Busters vs. Beet Buster vs. J (特命戦隊ゴーバスターズVSビートバスターVS・J Tokumei Sentai Gōbasutāzu Tai Bīto Basutā Tai Jei) là DVD đặc biệt của Go-Busters.

## Diễn viên
- Hiromu Sakurada: Katsuhiro Suzuki (鈴木 勝大 Suzuki Katsuhiro?)[15][16]
- Ryuji Iwasaki: Ryouma Baba (馬場 良馬 Baba Ryōma?)[16][17]
- Yoko Usami: Arisa Komiya (小宮 有紗 Komiya Arisa?)[16]
- Masato Jin: Hiroya Matsumoto (松本 寛也 Matsumoto Hiroya?)
- Beet J. Stag (Lồng tiếng): Yuichi Nakamura (中村悠一 Nakamura Yūichi?)
- Cheeda Nick (Lồng tiếng): Keiji Fujiwara (藤原 啓治 Fujiwara Keiji?)
- Gorisaki Banana (Lồng tiếng): Tesshō Genda (玄田 哲章 Genda Tesshō?)
- Usada Lettuce (Lồng tiếng): Tatsuhisa Suzuki (鈴木 達央  Suzuki Tatsuhisa?)
- Takeshi Kuroki: Hideo Sakaki (榊 英雄 Sakaki Hideo?)[18]
- Toru Morishita: Naoto Takahashi (高橋 直人 Takahashi Naoto?)
- Miho Nakamura: Fuuka Nishihira (西平 風香 Nishihira Fūka?)[19]
- Rika Sakurada: Risa Yoshiki (吉木 りさ Yoshiki Risa?)
- Enter: Syo Jinnai (陳内 将 Jinnai Shō?)[18]
- Messiah (Lồng tiếng): Seiji Sasaki (佐々木 誠二 Sasaki Seiji?)
- Narration: Shoo Munekata (宗方 脩 Munekata Shū?)

### Diễn viên phục trang
- Red Buster: Yoshifumi Oshikawa (押川 善文 Oshikawa Yoshifumi?)
- Blue Buster: Yasuhiro Takeuchi (竹内 康博 Takeuchi Yasuhiro?)
- Yellow Buster: Yuichi Hachisuka (蜂須賀 祐一 Hachisuka Yūichi?)
- Beet Buster: Riichi Seike (清家 利一 Seike Riichi?)
- Beet J Stag (Stag Buster): Daisuke Satō (佐藤 太輔 Satō Daisuke?)
- Cheeda Nick: Kosuke Asai (浅井 宏輔 Asai Kōsuke?)
- Gorisaki Banana: Jiro Okamoto (岡元 次郎 Okamoto Jirō?)

## Bài hát
Đầu
- "Busters Ready Go!" (バスターズ レディーゴー! Basutāzu Redī Gō!?)
  - Lời: Shoko Fujibayashi
  - Sáng tác, Cải biên: Kenichiro Oishi
  - Thể hiện: Hideyuki Takahashi (Project.R)

Kết
- "Kizuna ~ Go-Busters!" (キズナ～ゴーバスターズ! Kizuna ~ Gōbasutāzu!?, "Bonds ~ Go-Busters~")
  - Lời: Shoko Fujibayashi
  - Sáng tác, Cải biên: Kenichiro Oishi
  - Thể hiện: Nazo no Shin Unit Starmen (謎の新ユニットＳＴＡ☆ＭＥＮ Nazo no Shin Yunitto Sutāmen?, The Mysterious New Unit Starmen)
  - Mission: 1-8, 11-22
- "One wish - One day"
  - Lời: Shoko Fujibayashi
  - Sáng tác, Cải biên: Morihiro Suzuki
  - Thể hiện: Hiromu Sakurada & Cheeda Nick (Katsuhiro Suzuki & Keiji Fujiwara)
  - Mission: 9, 10, 24
- "Shinpai Honey Bunny"
  - Lời: Shoko Fujibayashi
  - Sáng tác, Cải biên: Massaki Asada
  - Thể hiện: Yoko Usami & Lettuce Usada (Arisa Komiya & Tatsuhisa Suzuki)
  - Mission: 23
- "Blue Banana Moon"
  - Lời: Shoko Fujibayashi
  - Sáng tác, Cải biên: Hiroshi Takaki
  - Thể hiện: Ryuji Iwasaki & Gorisaki Banana (Ryouma Baba & Tesshō Genda)
  - Mission: 25
- "Kizuna ~ Go-Busters! (2012 Summer MOVIE MIX)" (キズナ～ゴーバスターズ! (2012 Summer MOVIE MIX) Kizuna ~ Gōbasutāzu! (Nisenjūni Samā Mūbī Mikkusu)?, "Bonds ~ Go-Busters! (2012 Summer MOVIE MIX)")
  - Lời: Shoko Fujibayashi
  - Sáng tác, Cải biên: Kenichiro Oishi
  - Thể hiện: Nazo no Shin Unit Starmen
  - Mission: 26, 27